# 트라이노마
트라이노마(TriNoma, or Triangle North of Manila)는 필리핀 퀘존 시에 위치한 대형 쇼핑몰이다.
“트라이노마(Trinoma)“는 필리핀 마닐라에 위치한 대형 쇼핑몰의 이름입니다. “TriNoma”는 “Triangle North of Manila”의 줄임말로, 퀘손시티에 있는 주요 상업지구 중 하나에 위치해 있습니다.
2007년에 문을 열었으며 아얄라 사(Ayala Corporation)가 소유하고 있다. 트라이노마 위치는 에피파니오 드 로스 산토스 애비뉴(Epifanio de los Santos Avenue)가에 있으며, 노스 애비뉴(North Avenue) MRT 역 근처에 있다. 경쟁 업체로는 트라이노마 정면에 위치한 메트로 마닐라 지역에서 가장 큰 쇼핑몰 중의 하나인 에스엠 시티 노스 EDSA(SM City North EDSA)가 있다.

트라이노마

## 시설
- 엔터테이멘트
  - 6개의 디지털 극장과 1 THX 극장
  - 타임존
  - 레드 박스 노래방
  - 헬스클럽
  - 오락실

- 주차 시설
  - 트라이노마는 2개의 주차 빌딩이 있다. 4층 규모의 노스 애비뉴 주차 빌딩(노스 애비뉴에 출입구가 있다.)과 8,000여 대의 차량을 주차할 수 있는 8층 규모의 민다나오 애비뉴 주차 빌딩이 있다.

- 녹지 시설
  - 옥상 정원
  - 7곳의 연못 및 인공 수로

## 사건 및 사고
2008년 4월 17일, 트라이노마의 모기업인 아얄라 랜드 사의 대변인 알폰소 레이즈(Alfonso Reyes)는 건설 현장의 임시 발판 붕괴로 건물 페인트공 후안 드 마리아노(Juan de Mariano)와 롬멜 파뉴엘라스(Rommel Pañuelas)가 사망하고 라파엘 탈라(Rafael Tala), 레오닐 오르티즈(Leonil Ortiz), 로멜 리카메라(Romel Ricamera)가 큰 부상을 당했다고 발표했다.